# Michaił Smirnowski
Michaił Nikołajewicz Smirnowski (ros. Михаил Николаевич Смирновский, ur. 7 sierpnia 1921, zm. 9 czerwca 1989) – radziecki dyplomata i działacz partyjny.

## Życiorys
Ukończył Moskiewski Instytut Lotniczy (1944), od 1947 członek WKP(b), od 1948 pracownik centralnego aparatu Ministerstwa Spraw Zagranicznych ZSRR, 1960-1962 radca-pełnomocnik Ambasady ZSRR w USA. Od 27 stycznia 1966 do 12 maja 1973 ambasador nadzwyczajny i pełnomocny ZSRR w W. Brytanii, jednocześnie od 30 października 1967 do 12 maja 1973 ambasador nadzwyczajny i pełnomocny ZSRR na Malcie, 1973-1978 szef Zarządu ds. Planowania Przedsięwzięć Zagranicznych, od 1978 pracownik aparatu KC KPZR. 1971-1976 członek Centralnej Komisji Rewizyjnej KPZR.